# Einblättrige Kiefer
Die Einblättrige Kiefer (Pinus monophylla), auch Nusskiefer, Einnadelige Kiefer oder Einnadelige Nuss-Kiefer genannt, ist eine Pflanzenart aus der Gattung der Kiefern (Pinus) in der Familie der Kieferngewächse (Pinaceae). Als einzige Kiefer bildet sie Kurztriebe mit nur einer Nadel. Auf ungünstigen Böden sind Bäume mit einem Alter von 300 Jahren keine Seltenheit. Bäume dieses Alters fehlen aber aufgrund von forstlicher Nutzung, Waldbränden und Wildverbiss auf günstigen Standorten. Das mögliche Höchstalter könnte mehr als 600 Jahre betragen. Sie ist der offizielle Staatsbaum des US-Bundesstaates Nevada.

## Beschreibung

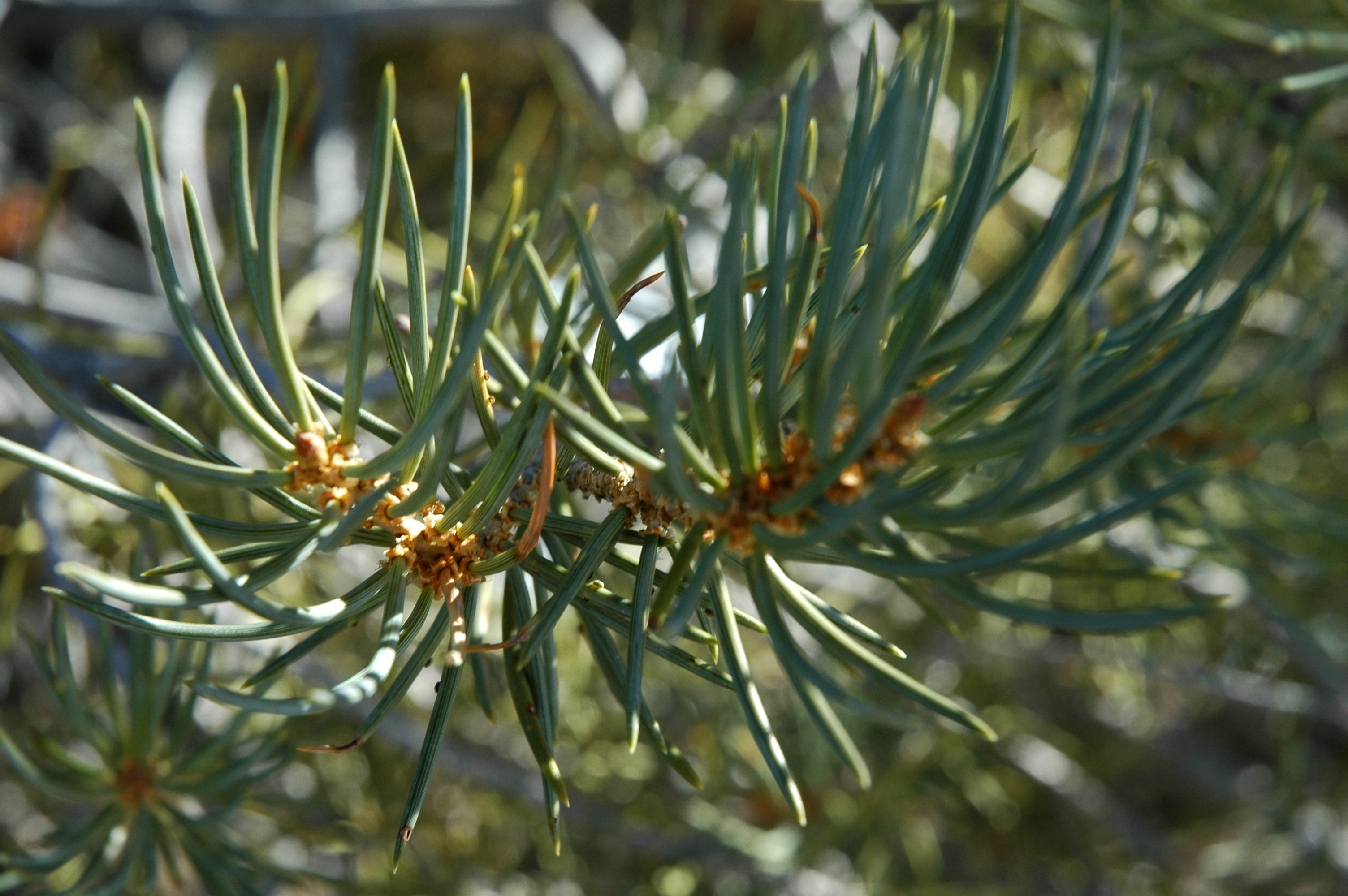
Zweig mit Nadeln

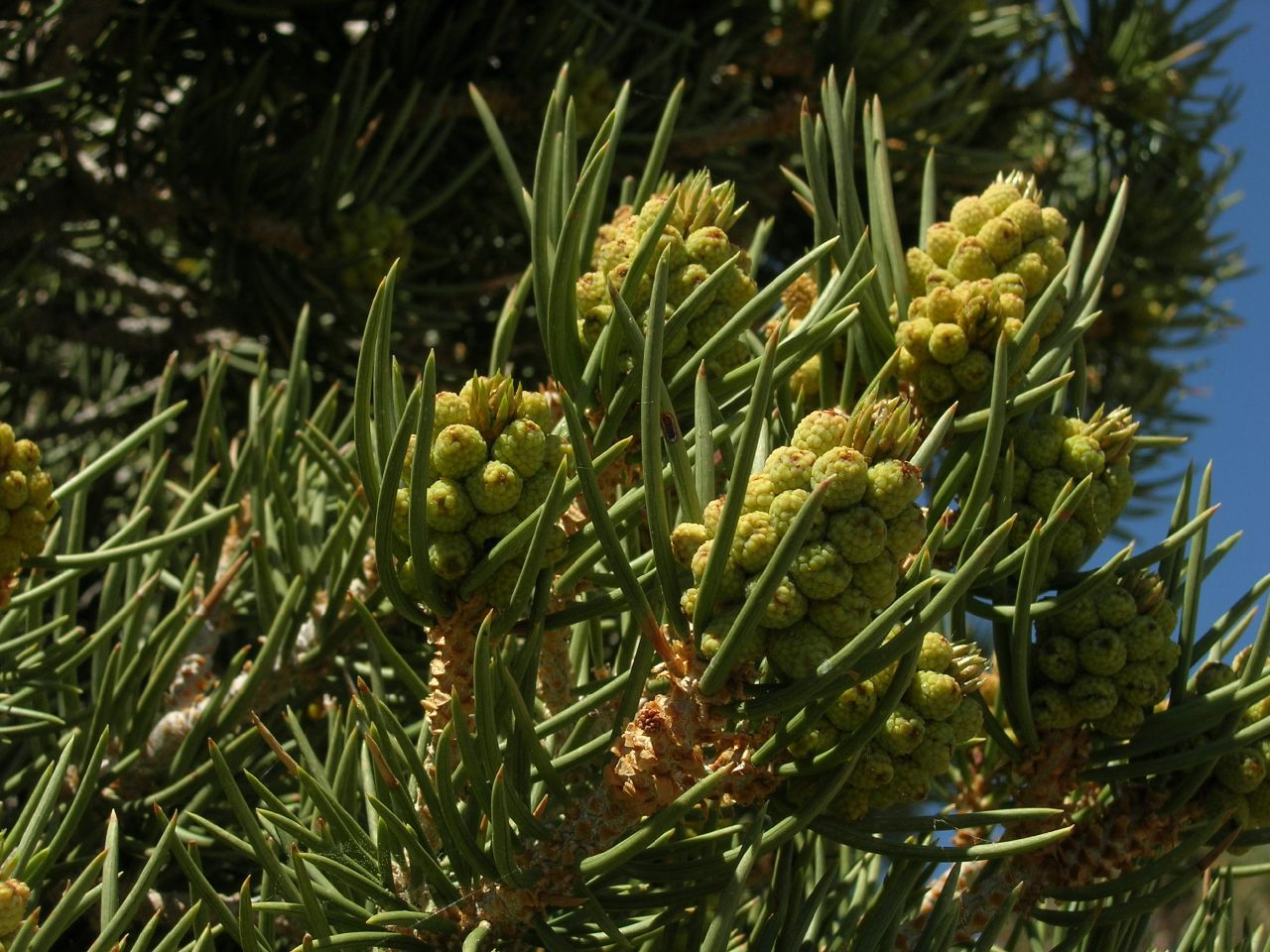
Männliche Blütenzapfen

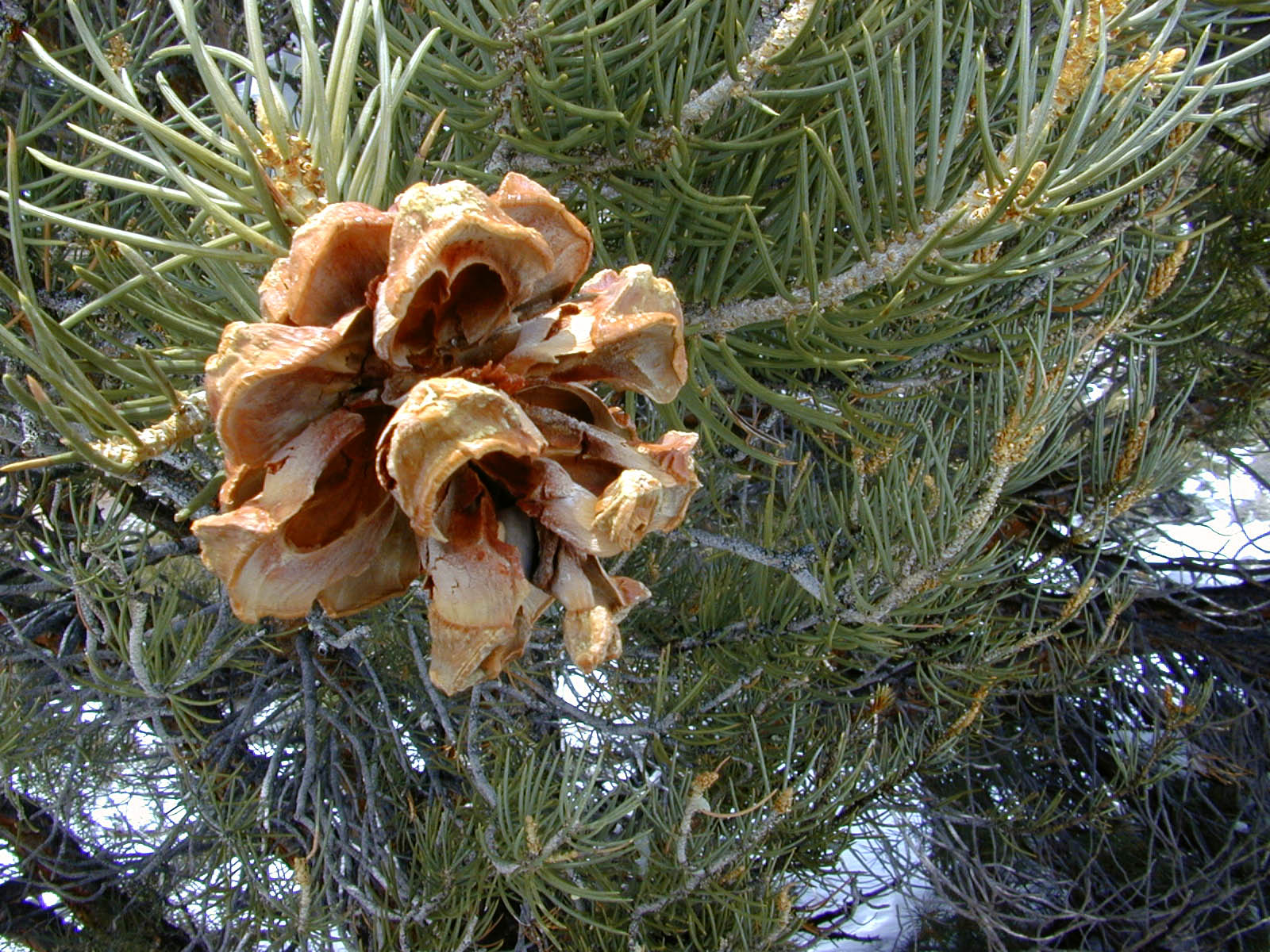
Reifer Zapfen

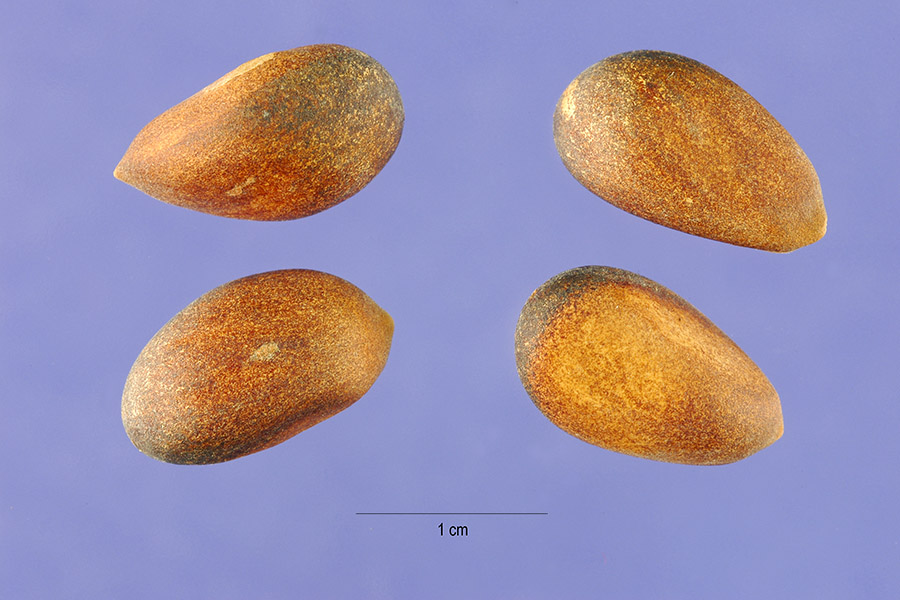
Samen

### Habitus
Die Einblättrige Kiefer wächst relativ langsam, erreicht im Allgemeinen Wuchshöhen von etwa 6 bis 12 Meter und Brusthöhendurchmesser von 30 bis 50 Zentimeter. Der jährliche Höhenzuwachs des Jungwuchses liegt bei etwa nur 5 Zentimeter. Zwei Meter hohe und 60 Jahre alte Exemplare sind somit keine Seltenheit. Eines der höchsten Individuen misst 16 Meter in der Höhe. Der mittlere jährliche Durchmesserzuwachs beträgt annähernd 1 bis 5 Millimeter. Der kurze Stamm ist oft zwei- oder dreimal gegabelt. Ist die Krone in der Jugend noch pyramidenförmig, wird sie im Alter runder und offener.

### Nadeln
Kennzeichnend und namengebend für diese Art sind die mit nur einer Nadel besetzten Kurztriebe. Selten kommen auch zweinadelige Bündel vor. Die Einblättrige Kiefer ist somit sehr einfach zu bestimmen; bei allen anderen Kiefernarten wachsen auf den Kurztrieben zwei, drei oder fünf Nadeln. Die ein wenig zum Zweig hin gekrümmten, stumpf graugrünen Nadeln werden im zwischen 2,5 und 6 Zentimeter lang und 1,6 bis 2,3 Millimeter breit. Sie sind kräftig, relativ steif, scharf zugespitzt, harzig und besitzen glatte Ränder. Sie sind im Querschnitt rund und besitzen 2 bis 7 Harzkanäle. In den Vorhöfen der Spaltöffnungen findet man zahlreiche weiße Streifen, die auf Wachsablagerungen zurückgehen. Die Nadeln verbleiben in der Regel fünf Jahre am Baum.

### Blüten, Zapfen und Samen
Die Einblättrige Kiefer ist einhäusig-getrenntgeschlechtig (monözisch) und wird mit etwa 35 Jahren mannbar, wobei erst im Alter von etwa 100 Jahren die maximale Zapfenproduktion erreicht wird. Im späten Frühling oder im frühen Sommer erscheinen die ersten roten, männlichen und die grünen, weiblichen Blütenzapfen. Auf den späten Juni fällt dann der Pollenflug sowie die Bestäubungsbereitschaft. Zwischen Bestäubung und Samenreife vergehen zwei Vegetationsperioden. Wachstum und Entwicklung der Zapfen erfolgt in der ersten Vegetationsperiode nur langsam, sie werden bis Ende des ersten Sommers nur 1,5 bis 1,9 Zentimeter lang. Erst nach der Befruchtung, die ein Jahr später im folgenden Frühjahr stattfindet, beschleunigt sich das Wachstum, welches bei etwa 8 Zentimeter Länge endet. Reif sind die Zapfen meist Anfang September, bis zum Beginn des Novembers kann die Entlassung der etwa 20 keimfähigen, braunen Samen erfolgen. Die, zur Reife glänzend rotbraunen, Zapfen sind kurz gestielt, länger als breit und besitzen eine abgerundete Basis. Die reifen, braunen und ungeflügelten Samen sind 10 bis 22 Millimeter lang und essbar. Das Endosperm ist weiß, mehlig und äußerst stärkereich; der Embryo besitzt 6 bis 9 Keimblätter (Kotyledonen). Von gereinigtem Saatgut beträgt die Tausendkornmasse etwa 408 Gramm. Die Samen fallen direkt unter dem Mutterbaum zu Boden oder werden durch Vögel wie den Nacktschnabelhäher (Gymnorhinus cyanocephalus) und den Kiefernhäher (Nucifraga columbiana) in Bodenverstecken gesammelt (Versteckausbreitung).

### Chromosomenzahl
Die Chromosomenzahl beträgt 2n = 24.

### Borke
Die Borke hat in der Jugend des Baumes eine hellgraue Farbe und ist glatt oder schuppig. Sie bekommt im Alter deutliche Risse. Die Farbe der dann entstandenen Schuppen reicht von dunkelbraun bis dunkelrot. Die Borke der Altbäume bildet schmale und flache Leisten sowie dünne, dicht anliegende, dunkelbraune bis rötliche Schuppen. Die Zweige sind anfangs flaumig und später drüsig behaart.

### Wurzelsystem
Die Art bildet eine kurze und gestauchte Pfahlwurzel aus deren Wachstum vor allem auf flachgründigen Substraten stark eingeschränkt ist. Es werden zahlreiche Feinwurzeln gebildet. Weitstreichende Seitenwurzeln können eine Länge von mehr als dem dreifachen der Baumhöhe erreichen. Die Wurzel der Keimlinge wächst bis zu 15 Zentimeter in den ersten 10 Tagen. Als Mykorrhiza-Partner wird nur Cenococcum geophilum genannt.

### Holz
Das blass gelblichbraune Kernholz wird von einem schmalen und fast weißen Splint umgeben. Das weiche und harzreiche Holz der Einblättrigen Kiefer ist auf Grund des langsamen Wachstums engringig. Es ist härter als das Holz der Gelb-Kiefer (Pinus ponderosa). Über holztechnologische Eigenschaften bestehen nur wenig Informationen. Die Rohdichte liegt zwischen 0,43 und 0,62 g/cm³.

## Verbreitung und Standort
Der Hauptteil des Verbreitungsgebietes der Einblättrigen Kiefer liegt in Nevada, im westlichen Utah sowie im Osten und im Süden Kaliforniens. Kleinere, isolierte Vorkommen gibt es auch noch im Südosten Idahos, im Nordwesten Arizonas und im mexikanischen Baja California.
Hauptsächlich werden Höhenlagen von 1.000 bis 2.800 Meter besiedelt. In den kalifornischen White Mountains werden die größten Höhenlagen von 3.050 Meter erreicht.
Die Einblättrige Kiefer ist ein Baum des semiariden Klimas und verträgt größere Trockenheit als andere Kiefernarten. Der Niederschlag von 200 bis 460 Millimeter konzentriert sich auf den Winter in Form von Schnee. Im Sommer herrschen heiß-trockene Bedingungen, die Luftfeuchte ist gering, weshalb die potentielle Evapotranspiration hohe Werte erreichen kann. Im Juli liegt die mittlere Höchsttemperatur bei 30 °C während die mittlere Tiefsttemperatur im Januar −6 °C beträgt.
Am besten wächst diese Kiefernart auf gut drainierten Böden mit grober Textur und einem pH-Wert von etwa 6 bis 8. Obwohl die Art als wenig schattentolerant gilt findet man die Keimlinge meist unter am Boden liegenden Zweigen oder den Kronendach von Altbäumen und Sträuchern da dort das Mikroklima weniger extrem ist.
Die Einblättrige Kiefer ist die dominierende und somit kennzeichnende Baumart in den halbwüstenartigen „Pinyon-Juniper-Woodlands“ des Great Basin. Ergänzt wird diese Baumgesellschaft von einigen Wacholderarten (Juniperus), hauptsächlich vom Utah-Wacholder (Juniperus osteosperma). Begleitende Straucharten sind unter anderem Artemisia-Arten, Eriogonum umbellatum und Purshia tridentata.
Man schätzt die besiedelte Fläche dieser Baumgesellschaft auf etwa 7,1 Millionen Hektar, davon etwa zwei Drittel im US-Bundesstaat Nevada.

## Krankheiten und Schädlinge
Keine der parasitierenden Pilzarten ruft nennenswerte Schäden oder gar Ausfälle hervor. Bifusella pini ruft eine Nadelfleckung hervor, die sich auf ältere Nadeln im unteren Kronenbereich beschränkt. Der Rostpilz Cronartium occidentale ruft Schwellungen an Ästen und Stämmen hervor, die auch zu Abgängen führen können, ist aber kaum epidemisch. Verticicladiella wagenerii ist ein Wurzelparasit, der besonders häufig in den San Bernardino Mountains in Kalifornien vorkommt. Er tötet die Wurzeln und färbt den Splint und das Wurzelholz dunkelbraun bis schwarz. Der Fichtenporling (Fomitopsis pinicola), der Kiefern-Braunporling (Phaeolus schweinitzii) und der Kiefernfeuerschwamm (Phellinus pini) befallen das Holz, sind aber nur von geringer Bedeutung. Im gesamten Verbreitungsgebiet ruft die Zwergmistelart Arceuthobium campylopodum erhebliche Schäden durch Ast- und Stammverformungen, Wachstumseinbußen und Totalverlusten hervor. Da diese Art kaum Hexenbesen bildet, fallen die ersten Symptome eines Befalls wenig auf.
Der Borkenkäfer Ips confusus verursacht von allen Schadinsekten die größten Schäden. Er befällt meist großflächig mit Arceuthobium-Arten befallene oder anderweitig geschwächte Bäume. Die Nadeln werden von der Schildlaus Matsucoccus acalyptus angesaugt, vergilben danach und fallen ab. Die Nadeln und Stämme werden des Weiteren vom Blattkäfer Glyptoscelis aridis, vom Bockkäfer Haplidus testaceus und der Buschhornblattwespe Neodiprion edulicolis befallen. Der Käfer Conophthorus monophyllae, der Zünsler Dioryctria albovitella und der Nagekäfer Ernobius montanus befallen und zerstören Zapfen und Samen.
Die für die Einblättrige Kiefer gefährlichsten abiotischen Schadursachen sind Trockenheit und Feuer. Obwohl diese Kiefernart Bodentemperaturen von etwa 70 Grad Celsius verträgt, können Sämlinge bei intensiver Sonneneinstrahlung absterben. Bodenfeuer vernichten nur den Jungwuchs, der Altbestand bleibt erhalten. Als gefährlicher für den Altbestand werden Kronenfeuer angesehen. Besonders alte und stammfaule Bäume sind windwurfgefährdet.

## Nutzung
Auf Grund der krummen Wuchsform und der nur geringen Dimensionen der Einblättrigen Kiefer besteht nur eine schlechte Nutzholz-Tauglichkeit. Daher wird das Holz hauptsächlich als Brennholz verwendet. Aber auch als Weihnachtsbaum findet diese Kiefer Verwendung. Mitte des 19. Jahrhunderts, zu Zeiten des Silberbergbaues, erfolgte ein großflächiger Kahlschlag der Einblättrigen Kiefer vor allem in der Umgebung der Bergwerke. Sie wurde zu Holzkohle verarbeitet und so zur Schmelzung des Erzes verwendet oder als Brennholz benutzt.
Bereits für die ehemals heimischen Indianer und auch heute noch sind die Samen eine wichtige Nahrungsquelle für Mensch und Tier. Das Harz und innere Rindenteile fanden in der Volksmedizin als Wundmittel Verwendung. Der Rauch des brennenden Harzes wurde inhaliert, um Kopf- und Ohrenschmerzen zu lindern. Ein aus den Nadeln hergestelltes Getränk wurde gegen Erkältungskrankheiten eingesetzt. Die Nadeln selbst wurden gegen Syphilis eingesetzt.
Große Bedeutung haben die Pinyon-Juniper-Wälder nicht nur als Lebensraum für viele bedrohte Tierarten, sondern auch als Schutz der Wassereinzugsgebiete, vor allem vor Erosion.

## Systematik
Die Einblättrige Kiefer wird innerhalb der Gattung der Kiefern (Pinus) zur Sektion Parrya und zur Untersektion Cembroides gezählt. Aufgrund des ausgedehnten Verbreitungsgebietes tritt eine große innerartliche Varianz in der Genetik auf.
Die Art wurde lange Zeit als eine Varietät der Mexikanischen Nusskiefer (Pinus cembroides) geführt. Es wird heute allgemein angenommen, dass die Einblättrige Kiefer sich aus einer zweinadeligen Art entwickelte, um die Transpirationsverluste in heißen Sommern zu verringern.

### Unterarten
Es bestanden lange Zeit Unsicherheiten in der taxonomisch-nomenklatorischen Untergliederung und in der geographischen Verbreitung einiger intraspezifischer Taxa. In ersten Veröffentlichungen wurden diese Populationen Pinus edulis var. fallax zugeordnet. Die Art kann in drei Unterarten unterteilt werden:
- Pinus monophylla subsp. californiarum (D.K. Bailey) Zavarin kommt in Kalifornien und Baja California vor.
- Pinus monophylla subsp. fallax (Little) Zavarin kommt in Arizona, im Südwesten Utahs und New Mexicos sowie im Mogollan Rim vor.
- Pinus monophylla subsp. monophylla kommt in Nevada, im Südosten Idahos, in Ost- und Südkalifornien, in Baja California sowie im Nordwesten Arizonas vor.

Diese Unterteilung wird durch morphologische und chemotaxonomische Analysen unterstützt.

### Hybride
In den Überlappungsgebieten der Verbreitungsgebiete werden natürliche Hybride mit Pinus edulis, Pinus quadrifolia und mit Pinus juarezensis gebildet.

### Synonyme
Synonyme für Pinus monophylla sind:
- Caryopitys monophylla (Torrey & Frémont) Rydberg
- Pinus californiarum D.K. Bailey
- Pinus cembroides Zucc. var. monophylla (Torrey & Frémont) Voss